# Urén
Urén (del ruso: Урень) es una ciudad del óblast de Nizhni Nóvgorod, en Rusia, centro administrativo del raión homónimo. Está situada en la orilla derecha del río Usta, afluente del Vetluga de la cuenca del Volga, a 183 km al nordeste de Nizhni Nóvgorod, la capital del óblast. Su población era de 1635 habitantes en 2009.

## Toponimia
El topónimo uren se ha encontrado repetidamente en la región del Volga, proveniente del túrquico ur, op - "zanja, barranco, valle". Aparentemente, el nombre fue adoptado por los colonos.
También se teoriza que el nombre de la ciudad es de origen Mari, asociado a la palabra Ur (traducido como "ardilla"), presente en el escudo de la ciudad.

## Geografía
La ciudad está ubicada a 167 km (en línea recta) y a 202 km (por carretera) al norte de Nizhni Nóvgorod, por medio de la carretera de Nizhni Nóvgorod-Kírov a lo largo de la dirección del Ferrocarril Transiberiano. Se encuentra en la margen derecha elevada del río Usta.

### Clima
La temperatura media en enero es de -12.9°С, y en julio es de +18.0°С.

## Historia
La primera mención de Urén (como el pueblo Triojsviatkoye o como Urén) se remonta a 1719. Le fue otorgado el estatus de asentamiento de tipo urbano en 1959 y el de ciudad en 1973.

## Demografía
| 1979   | 1989   | 1992   | 2002   | 2007   |
| ------ | ------ | ------ | ------ | ------ |
| 13 400 | 13 560 | 13 500 | 12 558 | 11 800 |

## Cultura y lugares de interés
En Urén encontramos la Iglesia de los Tres Santos Jerarcas (церковь Трёх Святителей) del siglo XVIII.
En las cercanías se han hallado las ruinas de la ermita de los Viejos creyentes Krasnoyarski skit, que inspiró, juntamente con el Komárovski skit de Semiónov, al escritor Pável Mélnikov (1818-1883 para sus novelas En los Bosques y En las montañas.

## Economía y transporte
En Uren las principales empresas se dedican al procesado de madera, la industria textil y los materiales de construcción. 
La ciudad está conectada al ferrocarril abierto en este segmento en 1927 entre Moscú-Nizhni Nóvgorod-Kírov, por el que pasan actualmente la mayoría de los convoyes del ferrocarril Transiberiano.
También atraviesa la ciudad la carretera regional R159 que conduce de Nizhni Nóvgorod a Yaransk y la R157 que pasa por Vetluga, Shariá, Nikolsk y Veliki Ústiug hacia Kotlas.